# Vita Vea
Tevita Tuli’aki’ono Tuipulotu Mosese Va’hae Fehoko Faletau Vea (Milpitas, California, 5 de febrero de 1995) más conocido como Vita Vea, es un jugador profesional estadounidense de fútbol americano que se desempeña en la posición de defensive tackle en Tampa Bay Buccaneers, equipo de la National Football League (NFL).

## Carrera
Fue seleccionado en la primera ronda en la Reunión Anual de Selección de Jugadores de la NFL de 2018. Hizo su debut profesional con el equipo Tampa Bay Buccaneers, donde lleva jugando seis temporadas.